# Skrzypnia
Skrzypnia (do 2012 Skrzypna) – wieś w Polsce położona w województwie wielkopolskim, w powiecie pleszewskim, w gminie Czermin.
W latach 1975–1998 miejscowość administracyjnie należała do województwa kaliskiego. 1 stycznia 2012 nastąpiła zmiana nazwy wsi ze Skrzypna na Skrzypnia. 
Historyczną nazwą miejscowości była "Skrzypna". Z Skrzypna pochodził  starosta Złotoryjski Krystyn ze Skrzypna, który był starostą w Złotorii w 1375 roku, był on szwagrem Wojewody  kaliskiego Sędziwoja z Szubina, Krystyn był protoplastą Skrzypieńskich i Twardowskich herbu Ogończyk Poeta Samuel Twardowski  pisany był ze Skrzypny  